# 北方中杜鹃
北方中杜鹃（学名：Cuculus optatus），又称东方中杜鹃，前為中杜鹃华北亚种（Cuculus saturatus horsfieldi），分布于西伯利亚、朝鲜、日本、印度以至菲律宾以南岛屿、抵澳大利亚、所罗门群岛、台湾以及中国大陆的新疆、东北、内蒙古、河北、山西、陕西、山东、湖北、长江下游至福建、广西、海南等地。该物种的模式产地在爪哇。
2022年，为更好地与其目前已知的分布范围相符，“中国鸟类名录”10.0版将北方中杜鹃的中文名修改为东方中杜鹃。